# Orehoved Fyr
Orehoved Fyr er et fyrtårn ved den lille havneby Orehoved på det nordlige Falster. Det blev bygget i 1895 på nordvestkysten af kajen, og erstattede et tidligere fyrtårn der var blevet placeret på en mast for enden af jernbanebroen. En blå gasbrænder blev installeret i 1912. I 1933 blev der tilføjet et tredje etage til tårnet, hvormed det blev 11 m højt.
Fyret er fredet.